# Ситник Клавдія Володимирівна
Кла́вдія Володи́мирівна Си́тник, уроджена Король, (25 лютого 1986, смт Зачепилівка, Харківська область  — 1 лютого 2020, смт Новотошківське, Луганська область) — сержант, старший бойовий медик механізованої роти 93-ї механізованої бригади «Холодний Яр» Збройних сил України, учасник російсько-української війни.

## Життєвий шлях
Закінчила Красноградський медичний коледж, де здобула фах фельдшера, практикувалася на швидкій допомозі. Постійно проживала в  Зачепилівці.
У лютому 2017 року, через Зачепилівський військкомат, уклала трирічний контракт зі Збройними Силами України. Служила у 54-й бригаді, в жовтні 2019 року, під час тренувань на Яворівському полігоні, перейшла до холодноярців.
Загинула, виконуючи службові обов'язки в районі смт Новотошківське Луганської області, під час доставки медикаментів на позиції ЗСУ для хворого бійця, під час масованого ворожого обстрілу з мінометів, станкових та ручних гранатометів, великокаліберних кулеметів та стрілецької зброї. Померла на руках у бойових побратимів, які її евакуювали.
Похована 4 лютого 2020 року в рідній Зачепилівці.
У Клавдії залишилися донька Юлія 2008 р.н., батько, мати та сестра з інвалідністю. Батько та мати Клавдії померли на початку 2022 р., доньку Клавдії та її сестру взяла під опіку її тітка, Людмила.

## Нагороди та вшанування
- Указом Президента України № 93/2020 від 18 березня 2020 року за «особисту мужність, виявлену у захисті державного суверенітету та територіальної цілісності України, самовіддане служіння Українському народу» нагороджена орденом За мужність III ступеня (посмертно)[5].